# Kiyoshi Inoue
Kiyoshi Inoue (井上 清, Inoue Kiyoshi), 19 décembre 1913 - 23 novembre 2001, est un universitaire japonais, historien, auteur et chercheur en sciences humaines et sociales et professeur émérite de l'Université de Kyoto, spécialiste de l'histoire du Japon moderne. De formation marxiste, mais également influencé par la sociologie des religions de Max Weber et l'humanisme européen, il traite des phénomènes de la société japonaise au cours de son histoire. Les traductions de son important travail sur l'histoire du Japon ont fait de lui une figure bien connue dans le monde occidental comme un « historien progressiste ».

## Biographie
Né dans la préfecture de Kochi, Inoue fait ses études à l'Université de Tokyo où il soutient sa thèse de doctorat, « The History of Modern Reform ». Il obtient son Ph.D. en 1936.
En 1954, Inoue rejoint la faculté de l'Université de Kyoto en tant que professeur associé à l'Institut des sciences humaines. Il est nommé professeur en 1961 et enseigne à la faculté de Kyoto jusqu'à sa retraite en 1977.
Au début de sa carrière, Inoue se fait connaître comme historien marxiste et publie des ouvrages sur des sujets tels que le système impérial japonais et le buraku tandis qu'il soutient l'activisme des groupes révolutionnaires d'extrême gauche japonais.
Au cours de ses dernières années, Inoue travaille à augmenter le nombre d'échanges académiques entre le Japon et la Chine et dirige un mouvement prônant la solidarité avec les pays asiatiques. Il soutient avec force la Révolution culturelle en Chine et critique verbalement le parti communiste japonais relativement à sa position négative sur la révolution et en conséquence est exclu du parti en 1967. Il publie également des ouvrages au sujet du conflit territorial des îles Senkaku et se range du côté de la revendication chinoise.
Inoue reçoit un diplôme d'honneur de l'Académie chinoise des sciences sociales en 1997.

## Opinions d'Inoue
Auteur d'un livre critiquant le système impérial, Kiyoshi Inoue continue d'être critique de l'empereur japonais tout au long de sa vie. Sur un certain nombre de sujets, ses ouvrages suscitent souvent la controverse en raison de ses protestations actives et des poursuites judiciaires qu'il entame contre le gouvernement japonais. Lors des émeutes des étudiants japonais en 1969, il soutient ouvertement les étudiants qui réclament l'abandon du traité de sécurité américano-japonais.
Kiyoshi Inoue est particulièrement critique du « militarisme japonais » dans le cadre du conflit territorial des îles Senkaku avec la Chine et rédige un certain nombre d'ouvrages à ce sujet.
La présence, dans son ouvrage L'Histoire du Japon de 1963, de l'idée de l'unicité raciale du peuplement de l'archipel japonais, cela depuis le Préhistoire, atteste de la prédominance des thèses de l'anthropologue Suzuki Hisashi dans les sciences humaines japonaises des années 1960-1970.

## Publications (sélection)
Dans un aperçu statistique relatif aux écrits de et sur Kiyoshi Inoue, l'OCLC/WorldCat recense plus de cent titres dans plus de 200 publications en 6 langues et plus de 1 000 fonds de bibliothèque.
Ouvrages
- Histoire des femmes japonaises (1948)
- La restauration de Meiji (1951)
- Histoire du Japon (1963-1966)
- L'émergence du militarisme japonais (1968)
- Théorie et histoire de la libération du Buraku (1969)
- Histoire moderne du Japon (1969)
- Saigō Takamori (1970)
- Kazunari Ugaki (1975)
- L'empereur, la guerre, la responsabilité (1975)
- La discrimination Buraku et le système impérial (1989)
- 釣魚列島的歷史和主權問題 Diaoyu Dao - Li Shi Yu Zhu Quan (1972) [12]
- Senkaku Letto /Diaoyu Islands - The Historical Treaties (1972) [13]

Journaux
- Japanese Militarism & Diaoyutai (Senkaku) Island - A Japanese Historian's View. Historical Research, février 1972.

## Source de la traduction
- (de)/(en) Cet article est partiellement ou en totalité issu des articles intitulés en allemand « Inoue Kiyoshi » (voir la liste des auteurs) et en anglais « Kiyoshi Inoue » (voir la liste des auteurs).
- Notices d'autorité :   - VIAF
  - ISNI
  - IdRef
  - LCCN
  - GND
  - Japon
  - CiNii
  - Pays-Bas
  - Israël
  - NUKAT
  - Tchéquie
  - Corée du Sud
  - WorldCat